# Georg Lörner
Georg Nikolaus Lörner (München, 15 februari 1899 - Rastatt, 21 april 1959) was een Duitse officier en SS-Gruppenführer en Generalleutnant in de Waffen-SS tijdens de Tweede Wereldoorlog. Hij werd tijdens de Proces Wirtschafts- und Verwaltungshauptamt der SS veroordeeld voor oorlogsmisdrijven.

## Leven
Op 15 februari 1899 werd Georg Lörner geboren in München. Hij was een van de zes kinderen van Georg en Maria Lörner. Hij was de zoon van een meester-slotenmaker. Lörner ging naar de lagere school en het voortgezet onderwijs. Na zijn schoolgang werkte hij van augustus 1916 tot juni 1917 bij de bankiersfirma Simm & Co.

### Eerste Wereldoorlog
Op 2 juni 1917 meldde Lörner zich als Rekrut (rekruut) aan in het Beiers leger. Hij werd geplaatst in het Königlich Bayerisches 1. Infanterie-Regiment „König“. Hierna kreeg hij een opleiding voor het gebruik van een zwaar machinegeweer, en werd als MG-commandant geplaatst bij het Reserve-Infanterie-Regiment 19 aan het Westfront. Na een zware verwonding aan zijn knie, was Lörner van eind juli 1918 tot 30 augustus 1919 in verschillende ziekenhuizen aan het revalideren. Op 18 februari 1918 werd hij bevorderd tot Gefreiter der Reserve en Offiziers-Aspirant (korporaal in de militaire reserve en officierskandidaat). Als oorlogsinvalide werd hij voor 80% afgekeurd, en nam ontslag uit de actieve dienst.

### Interbellum
Van april 1919 tot juli 1921 ging Lörner economie studeren aan de handelshogeschool in München. In juli 1921 studeerde hij af en behaalde zijn diploma tot commercieel medewerker. Na zijn studie ging hij als medewerker van de Commerzbank AG in München werken. Van 1926 tot 1 november 1931 was Lörner lid van de Beierse Volkspartij. Hij ging als een bedrijfsleider tot februari 1930 werken in het ijzerconstructiebedrijf van zijn broer Hans Lörner, toen het bedrijf om economische redenen moest sluiten. Hierna volgde een periode van werkeloosheid tot juli 1932. Ondertussen volgden ziekenhuis- en revalidatieverblijven vanwege de ernstige oorlogsverwondingen. Op 1 november 1931 werd Lörner lid van de Nationaalsocialistische Duitse Arbeiderspartij (NSDAP). Enige tijd later werd hij ook lid van de SS en werd geplaatst als SS-Anwärter in de SS-Abschnitte I. Op 21 september 1932 kon Lörner kon zich snel bewijzen met zijn vaardigheden, en nog steeds als SS-Anwärter kreeg hij de functie van een penningmeester voor de gehele SS-Abschnitte I. Hij oefende deze functie tot 16 mei 1933 uit. Hij was toen al bevorderd tot SS-Mann. Na zijn verlof werkte Lörner als medewerker van het Verwaltungsamt-SS in de Persönlicher Stab Reichsführer-SS. Op 30 januari 1934 werd hij hulpreferent in het Verwaltungsamt-SS. Hierna volgde op 5 februari 1934 zijn bevordering tot SS-Obersturmführer (eerste luitenant). Daarna werd Lörner benoemd tot hoofdreferent en leider van de afdeling V 4. Vanaf 1 april 1936 tot 20 april 1939 was hij hoofd van de afdeling V 3 in het Verwaltungsinspektion der SS-Totenkopfverbände. Tijdens het uitoefenen van zijn functie als hoofd van afdeling V3, werd Lörner bevorderd tot SS-Sturmbannführer (majoor). Hierna volgden nog verschillende bevorderingen tot die van SS-Oberführer. Aansluitend volgde zijn benoeming tot chef van het Ambt I (huishouding en bouwen) en tot plaatsvervanger van Oswald Pohl in het hoofdbureau SS-Wirtschafts und Verwaltungshauptamt (WVHA) (vrije vertaling: economisch en administratief hoofdbureau van de SS).
Op 31 augustus 1939 trouwde Lörner met Rose Bitter (geboren 16 maart 1910 in Rosenheim). Het echtpaar kreeg twee zonen (geboren 22 mei 1940 en 13 juli 1942).

### Tweede Wereldoorlog
Na de uitbraak van de Tweede Wereldoorlog was Lörner samen met Pohl vanaf juli 1941 beheerder van de Deutschen Wirtschaftsbetriebe (DWB). Op 1 februari 1942 werd hij gedetacheerd naar de Kommandostab Reichsführer-SS. Hij werd benoemd tot chef van ambtsgroep B en tot plaatsvervanger van het hoofd van ambtsgroep W in het WVHA. Hierna was Lörner nog een keer plaatsvervangend hoofd van het SS-Wirtschafts und Verwaltungshauptamt (WVHA). Lörner was medeoprichter van Ostindustrie GmbH (Osti) in Lublin, dat in maart 1943 werd opgericht om Joodse eigendommen te plunderen en Joodse arbeiders uit te buiten om hen uiteindelijk te vermoorden. In januari 1945 werd hij nog voor vier maanden naar het Heeresverwaltungsamt overgeplaatst. Lörner werd op 14 april 1945 benoemd tot chef van Gruppe Süd/SS-WVHA (Vrije vertaling: Groep Zuid); deze functie oefende hij uit tot het einde van de oorlog.

## Na de oorlog
Op 23 mei 1945 raakte Lörner in krijgsgevangenschap. Hij werd samen met zeventien anderen beschuldigd door een Amerikaans militaire rechtbank in het Proces Wirtschafts- und Verwaltungshauptamt der SS. Zijn verdediger was Carl Haensel. In dit proces, ook bekend als het Pohl-proces, werd de aanklacht tegen het hoofd van het economisch en administratief hoofdbureau van de SS, Oswald Pohl, behandeld. Lörner werd schuldig bevonden aan oorlogsmisdrijven, misdaden tegen de menselijkheid en lidmaatschap van een criminele organisatie, de SS. Op 3 november 1947 werd hij op grond vanwege zijn organisatorische betrokkenheid bij misdaden in de concentratiekampen ter dood veroordeeld. In augustus 1948 werd de straf omgezet in levenslang, en op 30 januari 1951 werd die teruggebracht tot 15 jaar gevangenisstraf. Lörner werd opgesloten in de gevangenis van Landsberg voor oorlogsmisdadigers, waaruit hij op 31 maart 1954 vervroegd werd vrijgelaten.
Over het verdere verloop van zijn leven is niets bekend. Op 21 april 1959 stierf Lörner in Rastatt.

## Carrière
Lörner bekleedde verschillende rangen in zowel de Allgemeine-SS als Waffen-SS. De volgende tabel laat zien dat de bevorderingen niet synchroon liepen.
| Datum                                                 | Beiers leger                                    | Allgemeine-SS          | Waffen-SS                       |
| ----------------------------------------------------- | ----------------------------------------------- | ---------------------- | ------------------------------- |
| 2 juni 1917                                           | Rekrut                                          | —                      | —                               |
| 18 februari 1918                                      | Gefreiter der der Reserve en Offiziers-Aspirant | —                      | —                               |
| 11 juli 1932                                          | —                                               | SS-Anwärter            | —                               |
| 15 november 1932                                      | —                                               | SS-Mann                | —                               |
| 11 april 1933 (met ingang vanaf 31 maart 1933)        | —                                               | SS-Truppführer         | —                               |
| 24 augustus 1933 (met ingang vanaf 23 augustus 1933)  | —                                               | SS-Sturmführer         | —                               |
| 5 februari 1934 (met ingang vanaf 30 januari 1934)    | —                                               | SS-Obersturmführer     | —                               |
| 25 september 1934 (met ingang vanaf 9 september 1934) | —                                               | SS-Sturmhauptführer    | —                               |
| 12 april 1935 (met ingang vanaf 20 april 1935)        | —                                               | SS-Sturmbannführer     | —                               |
| 22 april 1936 (met ingang vanaf 20 april 1936)        | —                                               | SS-Obersturmbannführer | —                               |
| 20 april 1937)                                        | —                                               | SS-Standartenführer    | —                               |
| 20 april 1939                                         | —                                               | SS-Oberführer          | —                               |
| 1 april 1941                                          | —                                               | SS-Brigadeführer       | Generalmajor in de Waffen-SS    |
| 9 november 1943                                       | —                                               | SS-Gruppenführer       | Generalleutnant in de Waffen-SS |

## Lidmaatschapsnummers
- NSDAP-nr.: 676772[12] (lid geworden 1 november 1931[2][3])
- SS-nr.: 37719[12] (lid geworden 11 juli 1932[2][5])

## Onderscheidingen
Selectie:
- IJzeren Kruis 1914, 2e Klasse[13] (juli 1918[2][14])
- Gewondeninsigne 1918 in zwart[2][13][14]
- Erekruis voor Frontstrijders in de Wereldoorlog[13] in 1934[2][14]
- Duitse Kruis in zilver op 23 december 1944 als Chef van de Ambtsgroep B en plaatvervanger van de Chef van de Ambtsgroep W in het SS-Wirtschafts und Verwaltungshauptamt (WVHA)[2][14]
- Ehrendegen des Reichsführers-SS[12] in 1937[14]
- SS-Ehrenring[12][14]
- Julleuchter der SS op 16 december 1935[14]